# De Gezant
De Gezant is een Franse stripreeks die begonnen is in 1990 met Georges Pernin als schrijver en Emmanuel Lepage als tekenaar.

## Albums
Alle albums zijn geschreven door Georges Pernin, getekend door Emmanuel Lepage en uitgegeven door Le Lombard.
| Nummer | Titel                    |
| ------ | ------------------------ |
| 1      | De duivels van Maletor   |
| 2      | Het levende gouden beeld |